# Normes ULC
 (janvier 2023).
Si vous disposez d'ouvrages ou d'articles de référence ou si vous connaissez des sites web de qualité traitant du thème abordé ici, merci de compléter l'article en donnant les références utiles à sa vérifiabilité et en les liant à la section « Notes et références ».
 (janvier 2023).
Normes ULC (en anglais : Underwriters’ laboratories of Canada est un organisme canadien fondé [Quand ?]. Il a pour mission d'élaborer et depublier des normes et des spécifications concernant des produits qui ont quelque rapport avec les risques d'incendie, la sécurité et la protection des personnes, la prévention du crime, l'efficacité énergétique, la sécurité environnementale, la sécurité des biens et des installations, la sécurité des travaux sous tension et des lieux de travail et d'autres domaines. Normes ULC est accrédité depuis [Quand ?] par le Conseil canadien des normes à titre d'organisme d'élaboration de normes axé sur le consensus en vertu du Système national de normes du Canada.